# Lea-Francis

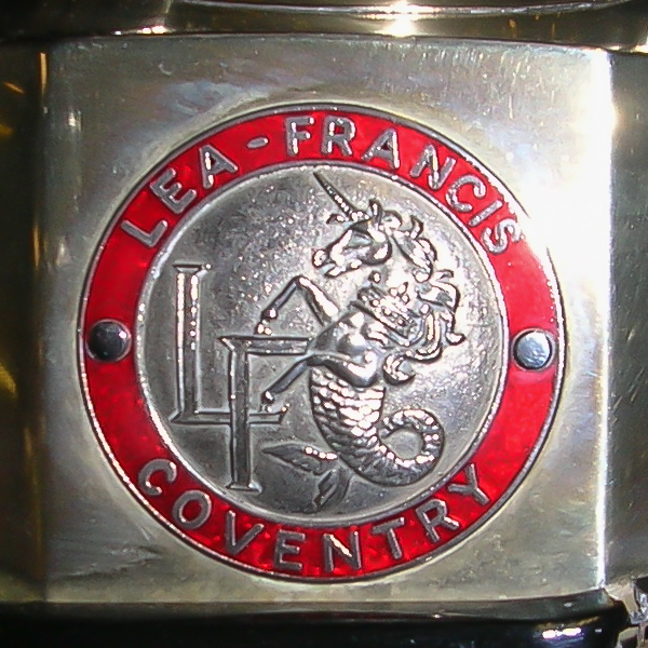
Símbol de Lea-Francis en un radiador.

Lea-Francis  és un constructor anglès de cotxes que va arribar a construir motors que van disputar curses a la Fórmula 1. Va ser fundada per Richard Henry Lea i Graham Ingoldsby Francis l'any 1895 a Coventry, Anglaterra. Existeix un important club d'amics dels Lea-Francis amb uns 420 vehicles.
Lea-Francis va construir cotxes sota llicència per a la companyia Singer. El 1919, van començar a construir els seus propis cotxes a partir de components comprats

## A la F1
A les temporades 1952 i 1953 el campionat de Fórmula 1 i de Fórmula 2 va ser el mateix, disputant alhora les curses per aconseguir més monoplaces corrent i per tant, més espectacle. D'aquesta manera va ser més fàcil pels equips petits arribar a la F1.
D'aquesta forma, Lea-Francis muntava motors per l'escuderia Connaught i amb ells van disputar un total de divuit proves a la F1, aconseguint 1 podi i 17 punts al campionat.

## Models de Lea-Francis

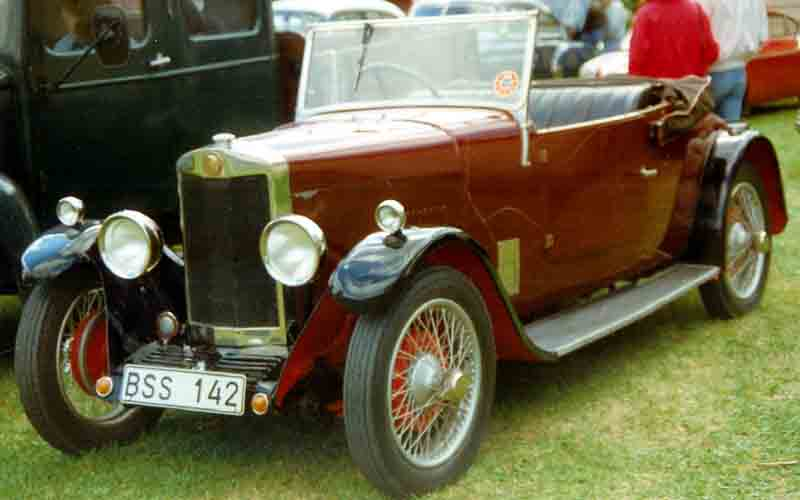
1929 11.9 P Type

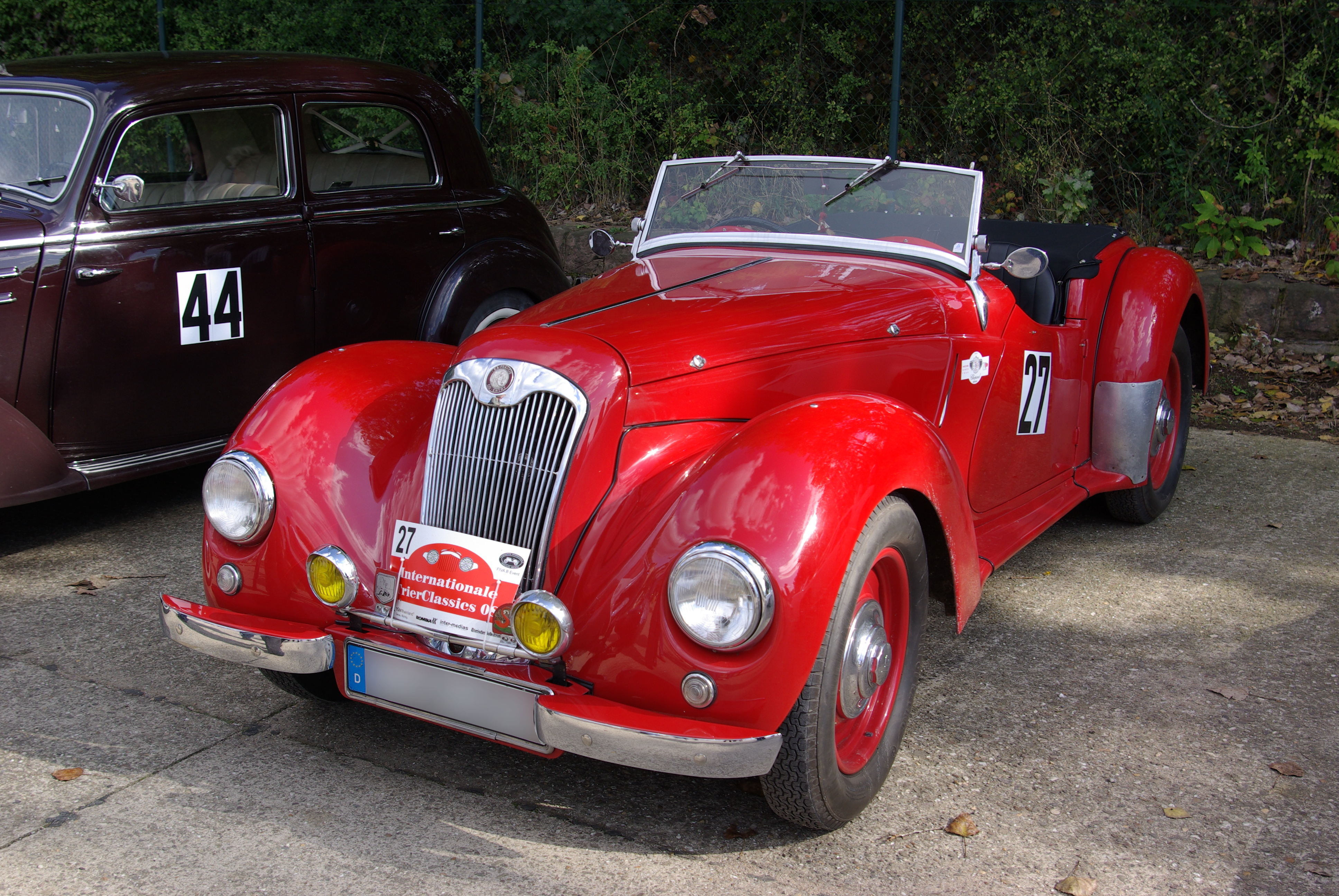
1949 14 sports

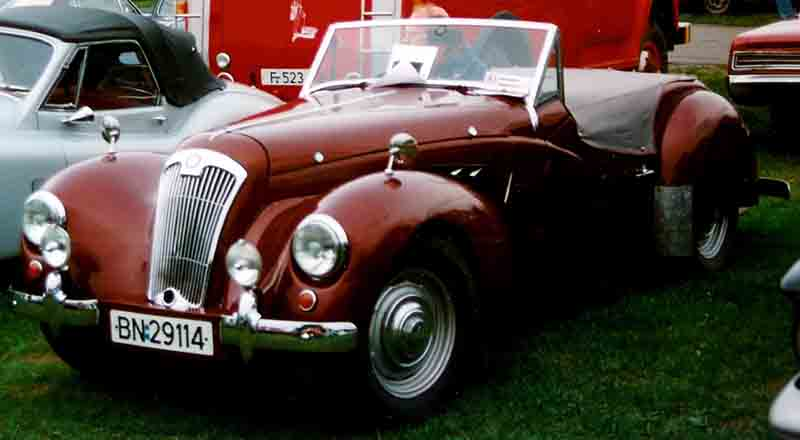
1950 2.5 Litres

Es van fabricar un total de gairebé 10.000 vehicles Lea-Francis fins que va cessar la producció a causa del fracàs del Lynx per captar l'atenció del públic comprador. En el moment del llançament del Lynx, Lea-Francis estava tan angoixat econòmicament que no es podien permetre el luxe de construir Lynx tret que s'haguessin reservat, i com que no n'hi havia cap, només es van fer tres prototips.

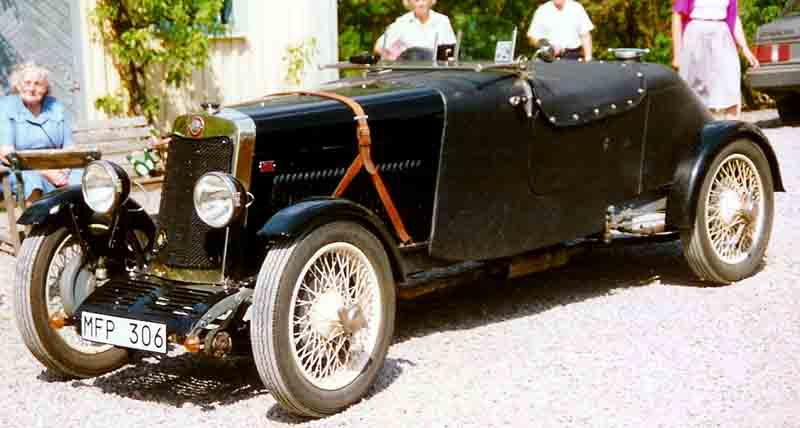
1928 Hyper